# László Klausz
László Klausz (Tatabánya, 24 giugno 1971) è un ex calciatore ungherese, di ruolo attaccante.

## Carriera

### Club
Dopo aver iniziato a giocare in patria, passa in Austria dove vince un titolo nel 1997 con l'Austria Salisburgo. Gioca anche in Francia e in Germania, dove disputa le migliori stagioni realizzative della carriera, raggiungendo quota 11 gol nel campionato di seconda divisione tedesca 2002. In seguito torna in Austria, dove pone fine alla carriera professionistica nel 2005.

### Nazionale
Esordisce in Ungheria-Russia 1-3, match valido per le qualificazioni ai Mondiali di USA 1994 datato 8 settembre 1993.

## Palmarès

### Club
- Campionato austriaco: 1

Austria Salisburgo: 1996-1997